# Таранеш
Таранеш (на македонска литературна норма: Таранеш) е северна махала на Селокуки в Северна Македония, в община Дебър, разположено в областта Горни Дебър в Дебърското поле. Махалата е в северната периферия на дебърското село, между реките Черни Дрин и Поповска река.
На територията на махалата се намира археологически обект, състоящ се от селище и некропол от късноантично време. Разположен е на високо заравенено плато с форма на неправилен триъгълник, спускайки се плавно към реката, където са намерени части от керамични съдове, питоси, имбрески и тегули, както и дялан камък. В октомври 1982 година в частна нива в махалата са извършени спасителни разкопки, по време на които е открит цистов гроб, в който са намерени златна кръстовидна фибула, сребърна позлатена чиния, сребърен гюм, инструмент за писане, костни жетони за игра, чаша диятрета, желязна секира, две вретеновидни фиоли и други предмети от сребро. Находките се намират в Музея на Македония в Скопие.